# Sansevieria sordida
Espèce
Classification APG III (2009)
Sansevieria sordida, également appelée Dracaena sordida, est une espèce de plantes de la famille des Liliaceae et du genre Sansevieria.

## Description
Plante succulente, Sansevieria sordida est une espèce de sansevières à feuilles longues (longueur de 65 à 105 cm), fine (largeur 0,8 à 1.3 cm) et assez épaisses (1,3 à 2,2 cm), avec la présence d'un sillon central marqué les rendant presque cylindriques, très rugueuses, de couleur verte.
Elle a été identifiée comme espèce à part entière en 1915 par le botaniste britannique Nicholas Edward Brown.

## Distribution et habitat
L'espèce est originaire principalement d'Afrique orientale, présente au sud-est du Kenya, en Zambie ainsi que dans le nord de l'Afrique du Sud,.

## Synonymes et cultivars
L'espèce présente un synonyme :
- Dracaena sordida (N.E Brown, 1915 ; Byng & Christenh. 2018)